# Dichochrysa sensitiva
Dichochrysa sensitiva är en insektsart som först beskrevs av Bo Tjeder 1940.  Dichochrysa sensitiva ingår i släktet Dichochrysa och familjen guldögonsländor. Inga underarter finns listade i Catalogue of Life.